# Сара Коннор
Сара Коннор (нім. Sarah Connor, справжнє ім’я нім. Sarah Marianne Corina Lewe, також відома як нім. Sarah Terenzi, нар. 13 червня 1980, Дельменгорст, Нижня Саксонія, Німеччина) — німецька співачка, композиторка, танцюристка та акторка у жанрі поп-музики. Вона здобула популярність після підписання контракту з X-Cell Records у 2000 році та випуску дебютного альбому Green Eyed Soul у 2001 році. Після нього вийшла низка успішних альбомів. Чотири її пісні очолили німецькі чарти. Міжнародний успіх синглу From Sarah with Love та інших пісень зробив її однією з провідних німецьких співачок початку 21-го століття.
Її перший альбом, Green Eyed Soul (2001), було продано 450 000 копій у Німеччині та він мав значний успіх у багатьох інших європейських країнах.
Сценічне ім’я Коннор не походить від персонажки Сари Коннор із фільму Термінатор.

## Життєпис
Сара — найстарша з шести дітей у сім’ї. Її батько, Майкл Леве, — копірайтер із Нового Орлеану, а мати, Сорая Леве-Таке (до шлюбу Грей), — колишня модель і домогосподарка шотландського, ірландського та німецького походження, яка народилася в Гамбурзі. У Сари є брат Робін і чотири сестри, зокрема Анна-Марія Лагерблом, одружена з німецьким репером Bushido, а також Маріса, Софія-Луїза, Валентина. Її єдинокровні брати по матері, Мік і Лекс, народилися 2008 року.
Сара виросла, слухаючи переважно соул-музику, на яку вплинув її дід по батьковій лінії — колишній виконавець джазу та ритм-н-блюзу, піаніст із Нового Орлеана. У шестирічному віці вона здобула перший досвід у музиці госпел, співаючи у церковному хорі.
Сара Коннор одружилася у 2004 році з американським співаком поп- та рок-музики Марк Теренці. У шлюбі народила сина Тайлера (2004) і дочку Саммер (2006). У листопаді 2008 року вона оголосила про розлучення з Теренці.
У квітні 2010 року Коннор повідомила, що перебуває у стосунках зі своїм менеджером Флоріаном Фішером, співаком поп-гурту 1990-х The Boyz. У 2011 році пара підтвердила її вагітність. У вересні 2011 року Сара народила доньку Дельфіну Малу. У січні 2017 року сина Джакса.

## Виступи на телебаченні
| Рік       | Назва                                                                                      | Роль      | Примітки                                           |
| --------- | ------------------------------------------------------------------------------------------ | --------- | -------------------------------------------------- |
| 2005      | Sarah & Marc in Love                                                                       | Саму себе | Реаліті-шоу                                        |
| 2008      | Sarah & Marc Crazy in Love                                                                 | Саму себе | Телевізійне реаліті, промоція альбому Sexy as Hell |
| 2009      | Leo Piepmatz rockt das Haus: Eine Mut-Mach-Geschichte für kleine Löwen und große Rockstars | Саму себе | Аудіокнига                                         |
| 2010–2012 | X Factor                                                                                   | Саму себе | Член журі                                          |
| 2014      | Sing meinen Song – Das Tauschkonzert                                                       | Саму себе | Музична програма                                   |
| 2021      | The Voice of Germany                                                                       | Саму себе | Тренерка, з 11 сезону                              |

## Дискографія
- Green Eyed Soul (2001)
- Unbelievable (2002)
- Key to My Soul (2003)
- Naughty but Nice (2005)
- Christmas in My Heart (2005)
- Soulicious (2007)
- Sexy as Hell (2008)
- Real Love (2010)
- Muttersprache (2015)
- Herz Kraft Werke (2019)
- Not So Silent Night (2022)

## Концерти
- Green Eyed Soul Tour (2002)
- Sarah Connor Live (2003–2004)
- Naughty but Nice Tour (2009)
- Sarah Connor China Tour (Пекін/Гуанчжоу) (2010–2012)
- Christmas in My Heart Live (2012–2013)
- Muttersprache Live (2015–2017)

## Зовнішні посилання
- Офіційна сторінка
- Офіційна сторінка в США
- Фан-сторінка